# 貝蒂埃步槍
貝蒂埃步槍和卡賓槍 是一款使用8×50毫米勒貝爾步槍彈的步槍槍族。它們由1890年代開始被法國陸軍使用，直至1940年的第二次世界大戰時期。

## 歷史

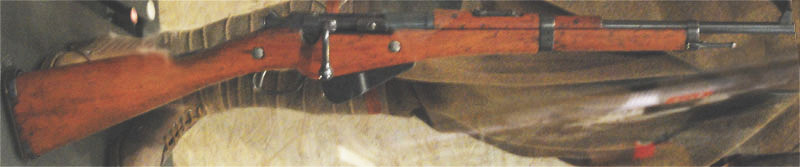
Berthier M1916

在推出了8×50枪弹的勒贝尔1886式步枪后，法国当局觉得有必要给骑兵开发一款更短的步枪，于是通过将1886步枪缩短枪管、枪臂和子弹管开发出了它。 

## 使用國
- 捷克斯洛伐克
- 法國
- 納粹德國
- 希臘王國
- 巴列维王朝
- 波蘭第二共和國
- 俄罗斯帝国
- 塞尔维亚王国
- 西班牙第二共和国: 在西班牙內戰期間，約37,400至50,000支步槍和卡賓槍從波蘭流入[4][5]
- 土耳其
- 越南